# CapMissio
CapMissio est une école d'évangélisation fondée en 2015 par René-Luc Giran, prêtre du diocèse d'Albi, et Pierre-Marie Carré, archevêque de Montpellier. Elle est installée à Montpellier depuis sa fondation.
En 2024, à la suite de signalements, Norbert Turini, successeur de Pierre-Marie Carré depuis 2022, demande une visite canonique qui conclut à des dysfonctionnements. René-Luc Giran est évincé de son œuvre, et CapMissio est temporairement fermé.

## Historique

### René-Luc Giran
René-Luc Giran naît à Nîmes en 1966. Dans son livre autobiographique Dieu en plein cœur, et dans des conférences, il raconte son parcours de vie insolite, à destination notamment d'un public de jeunes en difficulté. Enfant, il vit sans son père biologique (dont il ne connaît pas à l'époque l'existence) avec deux demi-frères. Quand il a dix ans, sa mère rencontre un nouveau conjoint, Martial, qui nourrit un sentiment d'affection pour René-Luc et lui donne son nom,. 
L'homme cependant bascule dans la boisson et devient violent. La famille recomposée éclate : les deux demi-frères de René-Luc partent rejoindre leur père. De son côté, Martial, recherché par la police pour des affaires liées au grand-banditisme, est incarcéré. La mère de René-Luc se sépare finalement de Martial qui reviendra se suicider devant son domicile,.
Adolescent perturbé, ayant appris tardivement à l'âge de 13 ans l'existence de son père réel, René-Luc fait fréquemment des fugues et tombe dans la petite délinquance. 
Frappé par une conférence de Nicky Cruz (en), ancien chef de gang new-yorkais devenu pasteur, il se convertit à la foi chrétienne et se lance dans l'évangélisation aux côtés de Daniel-Ange entre ses 15 et 18 ans. Il crée en 1984 le groupe de rock chrétien « Totus Tuus » qui se produit en 1986 au stade Gerland devant 55 000 jeunes rassemblés à l'occasion de la visite à Lyon du pape Jean-Paul II. Il ressent à Lourdes un appel au sacerdoce. Il est ordonné prêtre pour le diocèse d'Albi en 1994,. Il étudie pendant deux ans à Venasque dans l'Institut Notre-Dame de Vie où il produit un mémoire sur la spiritualité de Marie-Eugène de l'Enfant-Jésus.
Il exerce son ministère dans l'école d'évangélisation Jeunesse-Lumière dans le courant des années 2000. Coordinateur de la pastorale des jeunes du diocèse d'Albi, Il lance en 2009 « Albi-Centre », un projet rassemblant 160 jeunes lors de journées mensuelles mêlant pop-louange et prédications. Il est victime d'un grave accident de moto en 2012.

#### Publications
- René-Luc, Dieu en plein cœur : Témoignage, Presses de la Renaissance, 2008, 240 p. (ISBN 978-2750904166)
- René-Luc, Dieu en plein cœur : Né de père inconnu, élevé par un gangster, Presses de la Renaissance, 2019 (1re éd. 2014), 241 p. (ISBN 978-2750904166, BNF 45788042)

### CapMissio
En septembre 2013, René-Luc Giran quitte Albi pour rejoindre Montpellier, en vue de créer une école d'évangélisation, CapMissio,. Celle-ci voit le jour en octobre 2015, avec l'appui de Pierre-Marie Carré, archevêque de Montpellier. Tous les ans, elle forme douze étudiants à la mission,,,. Le nombre est une référence implicite aux douze apôtres du Christ.
En février 2024, à la suite de signalements de salariés et de jeunes passés par CapMissio , Norbert Turini, successeur de Pierre-Marie Carré à l'archidiocèse de Montpellier, demande une visite canonique. Celle-ci est dirigée par Jean-Pierre Batut, évêque auxiliaire de Toulouse, et Marie-Dominique Corthier, ancienne directrice du Centre spirituel des Coteaux-Païs. 
Les conclusions de l'enquête canonique sont présentées le 4 avril 2024 par un communiqué de Norbert Turini qui reconnaît l'existence de « dysfonctionnements qui ont ébranlé l’équilibre humain, spirituel, psychologique d’un certain nombre de capmissionnaires » : « des personnes ont été fragilisées pendant leur passage à CapMissio, d’autres en ont pris conscience dans la période qui a suivi. ». 
Le Midi libre, qui a eu accès à l'intégralité du rapport, publie le même jour d'autres éléments. Le rapport relève le cumul problématique par le fondateur des fonctions d'enseignant et d'aumônier du groupe de jeunes, de gestionnaire du lieu et de président du conseil d'administration de CapMissio. Il révèle également des conflits entre René-Luc Giran et le personnel laïc de l'école.
L'attitude du fondateur est critiquée, notamment sur sa manière jugée culpabilisante de répondre à ses contradicteurs par cette phrase fréquemment entendue : « vous êtes tombés dans le piège du Malin ». Un ancien bénévole de CapMissio évoque sous anonymat au quotidien La Croix un comportement « très intrusif et autoritaire ». Des jeunes filles passées par CapMissio déplorent de sa part un humour douteux et des plaisanteries sexistes.
Le suivi psychologique et humain des jeunes ainsi que leur formation religieuse sont jugés insuffisants. Ces lacunes se traduisent chez certains jeunes par un retour difficile à la vie civile après une année intense passée à CapMissio.
Le rapport voit les plus importants dysfonctionnements dans « l'exercice de la liberté intérieure » en dénonçant « des courts-circuitages du discernement personnel frisant dangereusement la pression psychologique ». Le rapport relève un défaut d' « altérité » et de « place pour une pensée différente » conduisant à une atmosphère « étouffante ». Des témoignages font état du sentiment d'être sous surveillance lors des moments de prière à la chapelle. Marie-Dominique Corthier, l'une des deux visiteurs, précise à la presse : « Nous ne sommes pas pour autant dans le cadre d’une dérive sectaire. »,
Dans son communiqué du 4 avril, Norbert Turini annonce la fermeture de CapMissio pour une année à compter de septembre 2024, et demande à René-Luc Girand de s'en retirer,.
À la suite de cette fermeture, des jeunes passés par CapMissio signent une tribune de soutien à René-Luc Girand et à son école d'évangélisation, jugeant cette décision disproportionnée par rapport aux faits qui lui sont reprochés,,,.